# Boogie Man
Singles de Suprême NTM
Soul Soul Remix
(8 janvier 1992) J'appuie sur la gâchette
(janvier 1993)
Boogie Man est un single et un maxi du groupe Suprême NTM, sorti en mars 1992.

## Contenu
Il comprend le titre éponyme ainsi que les titres Quelle Gratitude et Le Pouvoir joués live au Zénith de Paris le 24 janvier 1992 sur les versions maxi. Le titre Boogie Man est inédit et ne figure sur aucun album du groupe. Ce disque est un relatif échec commercial pour le groupe en ne s'écoulant qu'à environ 8 000 exemplaires.
En 2016, le format en disque maxi 45 tours est réédité pour les 25 ans de l'album Authentik.

## Pochette
La pochette est réalisée par Colt en utilisant un tag de Mode 2 et une photographie de Guillaume Otzenberger prise dans la station de métro Avron à Paris.

## Liste des titres
- Boogie Man
- Boogie Man (Instrumental)
- Quelle gratitude/Le Pouvoir (Live au Zénith) (sur le format maxi)